# Villaprovedo
Villaprovedo ist ein nordspanisches Dorf und Hauptort einer Gemeinde (municipio) mit 46 Einwohnern (Stand: 2024) in der Provinz Palencia in der Autonomen Gemeinschaft Kastilien-León. 

## Lage und Klima
Villaprovedo liegt in der Region Tierra de Campos auf der kastilischen Hochebene in einer Höhe von ca. 900 m. Die Provinzhauptstadt Palencia befindet sich mit ihrem Stadtzentrum etwa 45 Kilometer (Fahrtstrecke) südlich. Durch die Gemeinde führt die Autovía A-67. 
Das Klima im Winter ist durchaus kalt, im Sommer dagegen warm bis heiß; die eher spärlichen Regenfälle (ca. 618 mm/Jahr) fallen überwiegend im Winterhalbjahr.

## Bevölkerungsentwicklung
| Jahr      | 1970 | 1981 | 1991 | 2001 | 2011 | 2021 |
| Einwohner | 241  | 154  | 123  | 92   | 71   | 52   |

## Sehenswürdigkeiten

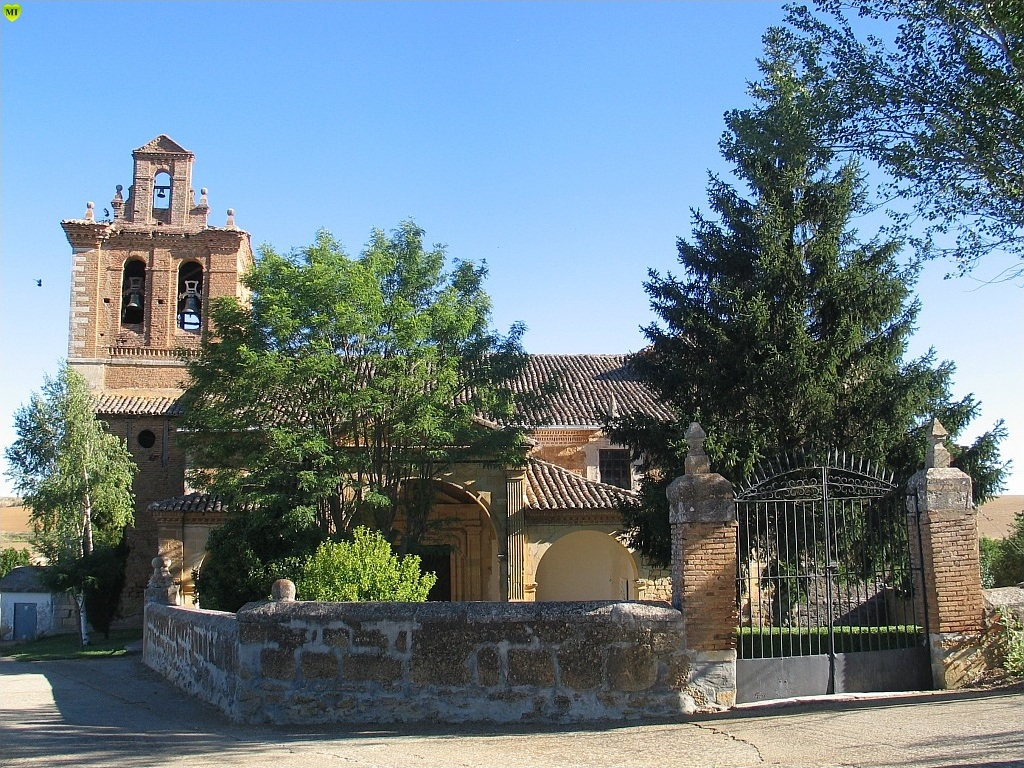
Sebastianuskirche
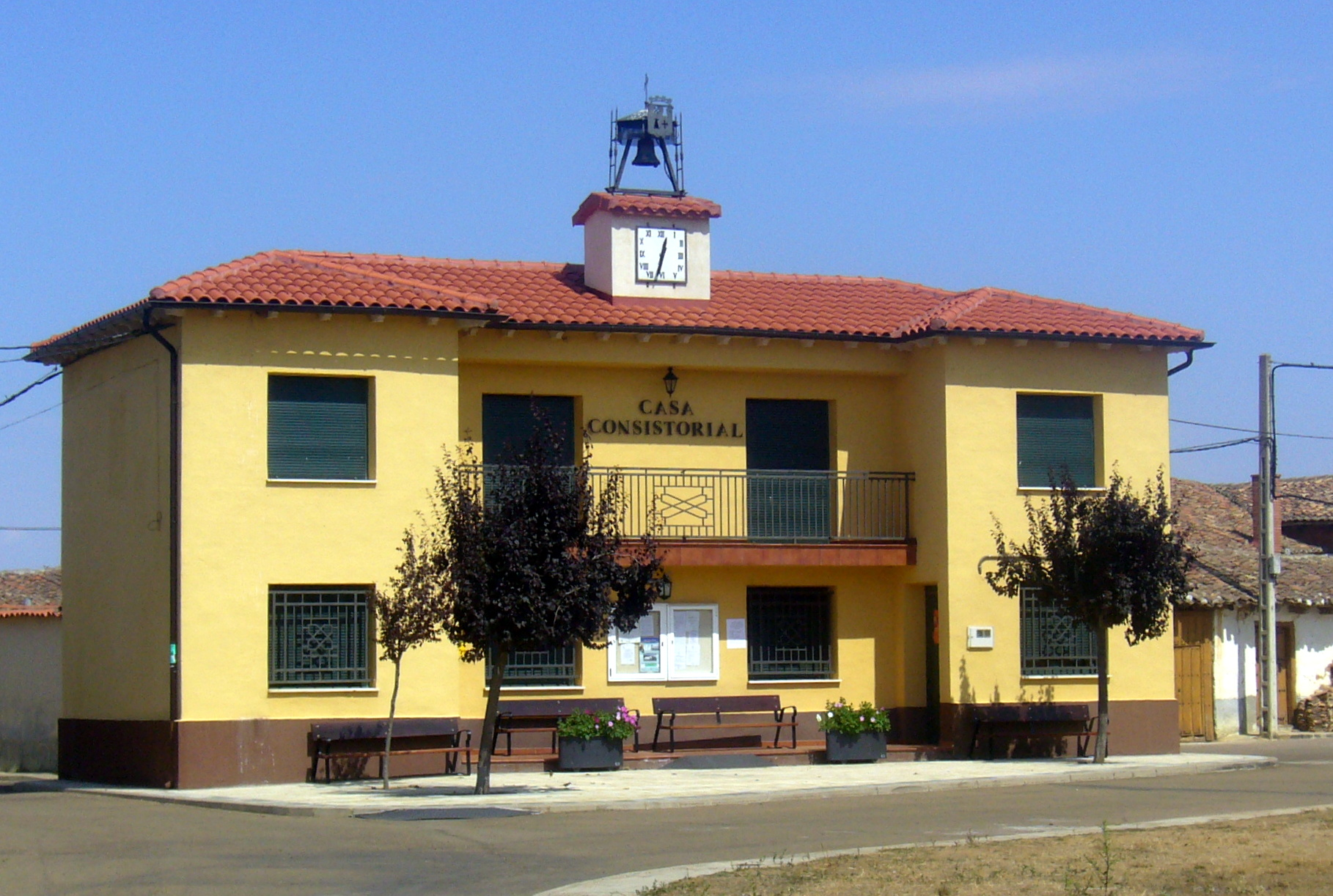
Rathaus

- Sebastianuskirche
- Rathaus